# Equitazione ai XII Giochi del Mediterraneo
Le competizioni di equitazione ai XII Giochi del Mediterraneo si sono svolte organizzate in due gare per un totale di sei medaglie da assegnare.
Per questo sport sono state organizzate le seguenti prove:
- Individuale salto ad ostacoli
- A squadre salto ad ostacoli

## Risultati
| Evento         | Oro                                                                   | Argento                                                                | Bronzo                                                                     |
| Salto ostacoli |                                                                       |                                                                        |                                                                            |
| Individuale    | Michel Robert                                                         | Gianni Govoni                                                          | Arnaldo Bologni                                                            |
| A squadre      | Francia Roger Yves Bost Edouard Couperie Herve Godignon Michel Robert | Italia Gianni Govoni Massimiliano Baroni Valerio Sozzi Arnaldo Bologni | Spagna Juan Antonio De Wit Fernando Fourcade Alberto Honrubia Luis Astolfi |

## Medagliere
| Posizione | Paese   |   |   |   | Totale |
| --------- | ------- | - | - | - | ------ |
| 1         | Francia | 2 | 0 | 0 | 2      |
| 2         | Italia  | 0 | 2 | 1 | 3      |
| 3         | Spagna  | 0 | 0 | 1 | 1      |
| Totale    | Totale  | 2 | 2 | 2 | 6      |